# Polia juncta
Polia juncta là một loài bướm đêm trong họ Noctuidae.